# Rotskunst van het Middellandse Zeebekken op het Iberisch Schiereiland

Menselijke figuur, omgeven door bijen, bezig met het verzamelen van honing. Rotsschildering in Cuevas de la Araña, Bicorp.

Rotskunst van het Middellandse Zeebekken op het Iberisch Schiereiland, ook bekend als Levantijnse kunst, is een verzameling prehistorische rotsschilderingen die zijn aangetroffen in 758 verschillende vindplaatsen in oostelijk Spanje. De schilderingen stammen uit het vroegpaleolithicum of mesolithicum en bestaan uit kleine figuren die mensen en dieren voorstellen. Ze vertegenwoordigen de meest ontwikkelde en wijdverbreide prehistorische rotskunst van deze periode in Europa, en oostelijk Spanje bezit de grootste concentratie van dit type rotskunst op het Europese continent. In 1998 is deze verzameling rotschilderingen opgenomen in de werelderfgoedlijst van UNESCO.

## Historische periode
Het eerst voorbeeld van de Levantijnse kunst van Spanje werd in 1903 in de provincie Teruel gevonden. De Spaanse prehistoricus Juan Cabré kwalificeerde het als een regionale vorm van paleolithische kunst. Deze classificatie werd echter in twijfel getrokken, onder meer omdat in de schilderingen geen fauna uit de ijstijd werd afgebeeld. Antonio Beltrán Martínez en anderen plaatsten het begin van de Levantijnse kunst in het epipaleolithicum of mesolithicum, en haar bloeitijd in het neolithicum.
Volgens UNESCO stamt de oudste Levantijnse rotskunst in het werelderfgoed uit 8000 v.Chr. en de meest recente voorbeelden uit ongeveer 3500 v.Chr. De Levantijnse kunst overspant daarom een periode van culturele verandering en vormt een weerspiegeling van het leven van mensen die voornamelijk jagers-verzamelaars-overlevingsstrategieën gebruikten en "die geleidelijk neolithische elementen incorporeerden in hun culturele bagage". Latere taferelen tonen mensen die paarden leiden, en een deel van de afgebeelde runderen zou al gedomesticeerd kunnen zijn.
De chronologie van de Levantijnse kunst overlapt die van de Iberische schematische kunst, en in sommige vindplaatsen kunnen voorbeelden van beide kunsttypen worden aangetroffen. Sommige plaatsen bleven ook in latere periodes mensen aantrekken, zoals blijkt uit inscripties in het Iberisch en Latijn die onder meer zijn aangetroffen in de Grotten van El Cogul; deze zijn mogelijk geassocieerd met het overschilderen van de prehistorische schilderingen.

## Kenmerken

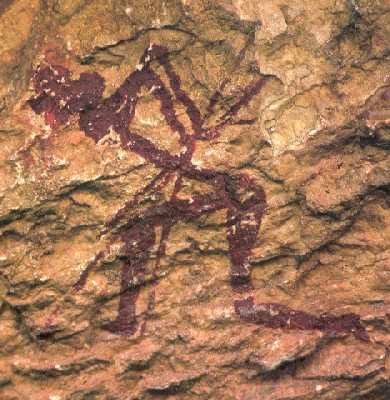
Figuur uit Valltorta

Levantijnse kunst is aangetroffen in een groot gebied en werd gedurende verscheidene duizenden jaren geproduceerd; er wordt algemeen aangenomen dat de Levantijnse kunst een stilistische en thematische ontwikkeling vertoont die de weerspiegeling vormt van een lange evolutie —of in ieder geval een uitdrukking is van lokale variaties— en veranderingen in leefwijze, hoewel er nog gedebatteerd wordt over details van deze ontwikkeling.
De artiesten lijken een relatief complexe schildertechniek te hebben gebruikt vergeleken met de kunst uit het Laatpaleolithicum die betrekkelijk eenvoudige figuren produceerde. De contouren van figuren in de Levantijnse kunst werden vaak geaccentueerd, vermoedelijk nadat de hoofdvormen waren geschilderd. Sommige figuren werden oppervlakkig in de rots gegraveerd in plaats van geschilderd. De figuren zijn relatief klein, met een hoogte variërend van 20 tot 2,5 cm in een of twee kleuren. De gebruikte verf was gewoonlijk erg dun en werd gemaakt van veelal bruinrode aardmineralen of houtskool. Een deel van de schilderingen is natuurlijk geconserveerd door een zeer dunne laag transparante kalkaanslag die zich in de loop der jaren heeft gevormd door het langs de wand druipende water.
Sommige figuren vertonen meer dan één verflaag, hetgeen heeft geleid tot het vermoeden dat deze na lange periodes werden overgeschilderd, al bestaat hierover geen consensus.
De menselijke figuur, die maar zelden voorkomt in Paleolithische kunst, speelt een belangrijke rol in de Levantijnse kunst en wordt vaak bewegend weergegeven. In voorstellingen met dieren rent de menselijke figuur vaak in hun richting. De schildering die bekend staat als De dansers van Cogul is een goed voorbeeld van de weergave van beweging. De meest voorkomende taferelen zijn jachttaferelen; ook zijn er strijd- en danstaferelen, en mogelijk ook voorstellingen van landbouwactiviteiten en de omgang met gedomesticeerde dieren. In sommige schilderingen wordt het verzamelen van honing afgebeeld, zoals in die van Cuevas de la Araña in Bicorp (hier afgebeeld). Menselijke figuren hebben een onbedekt bovenlichaam; vrouwen dragen rokken, mannen soms rokken, beenkappen, of een soort broeken. Soms worden hoofdtooien en maskers afgebeeld die mogelijk de status of rang aanduiden op een wijze die door een onderzoeker is vergeleken met de Noord-Amerikaanse Prairie-indianen. Soms lijken figuren bewust aangebrachte elementen van karikaturisatie te vertonen.  In sommige strijdtonelen wordt een onderscheid gemaakt tussen de strijdende partijen door hun fysieke weergave, kleding of wapens, hoewel de juistheid van deze interpretatie onzeker is. Onder de leden van een strijdende partij worden belangrijke figuren soms in meer detail geschilderd, met "overdreven kuitspieren en langwerpige dijen", of door pantalons met kwastjes bij de enkels; gewone krijgers worden daarentegen slechts als eenvoudige "streepfiguren" weergegeven.

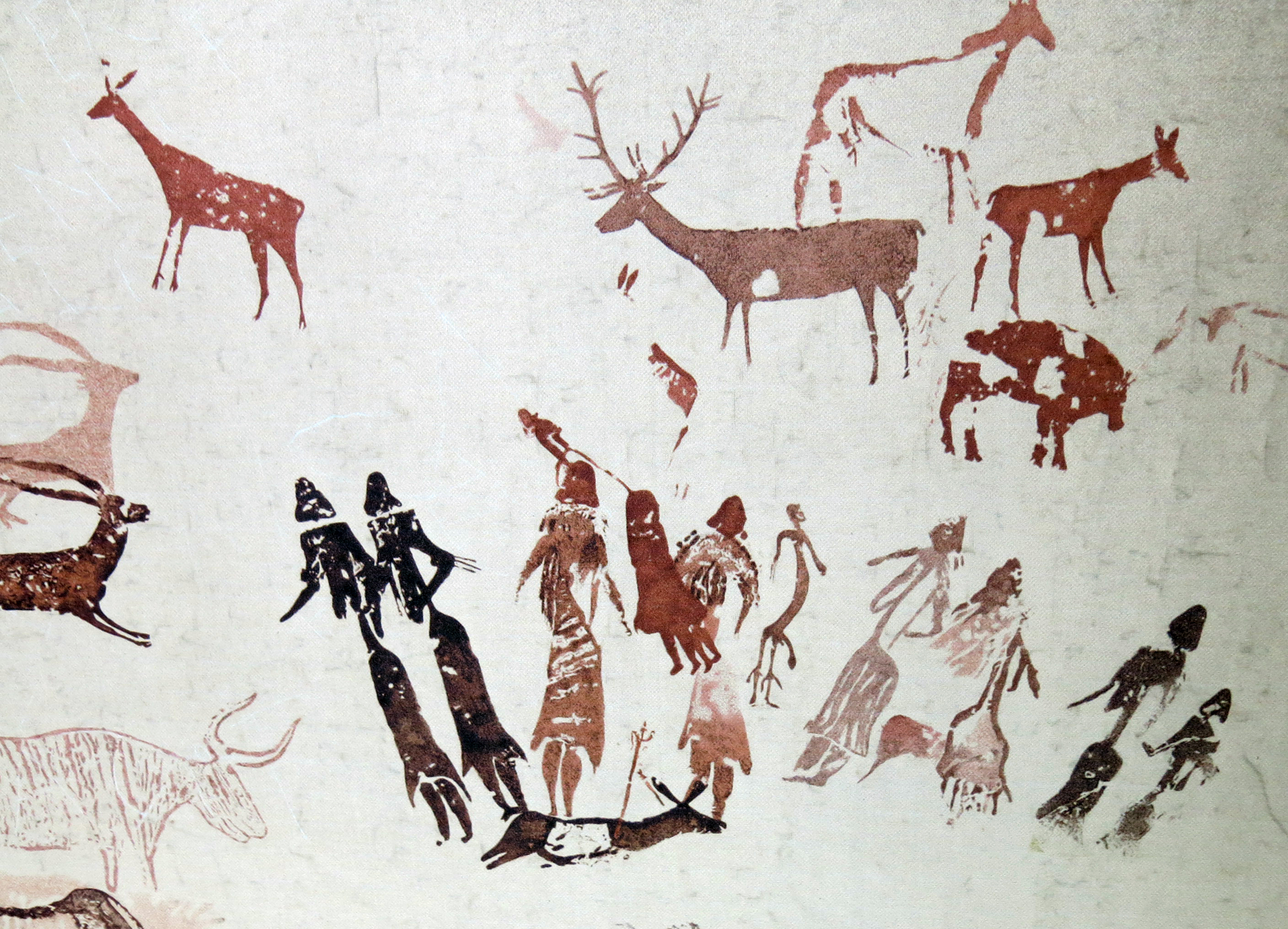
De dansers van Cogul, gerepliceerd door Henri Breuil.

Er is een beter ontwikkeld gevoel voor groepscomposities dan in de Paleolithische kunst, en rennende dieren worden in de "vliegende galop"-conventie weergegeven, een conventie die zich in de kunst zelfs na de uitvinding van de fotografie handhaafde. Menselijke figuren worden ook afgebeeld met zeer grote passen, of in een rennende houding waarbij de benen 180 graden uit elkaar staan. De afgebeelde taferelen zijn vaak dramatisch van aard; dikwijls dode en stervende mensen en dieren, en soms ook menselijke strijdtonelen die wel uit 44 menselijke figuren kunnen bestaan.
De werktuigen die in de Levantijnse kunst werden afgebeeld zijn gewoonlijk pijlen, stokken, pijlkokers, tassen en touwen, die mogelijk werden gebruikt als lasso's of "struikeltouwen". Deze objecten werden altijd geassocieerd met de directe nabijheid van een menselijke figuur, met uitzondering van pijlen die soms gewoon ergens liggen, alsof ze gemiste schoten verbeelden.
De boog, hoogstwaarschijnlijk het belangrijkste wapen in die periode, werd veelvuldig afgebeeld.  Als oplossing voor de weergave van afstand tussen een boogschutter en zijn prooi werd in schilderingen van sommige vindplaatsen het spoor van het prooidier afgebeeld. Sommige voorstellingen met bewapende mannen lijken danstaferelen te zijn; vrouwen worden soms ook dansend afgebeeld in andere schilderingen, hetgeen zij met stilstaande voeten lijken te doen, terwijl het bovenlichaam en de armen bewegen. Een bekend danstafereel is dat van de Dansers van Cogul waarin elf in rokken geklede vrouwfiguren dansen rond een naakte man met erecte fallus.

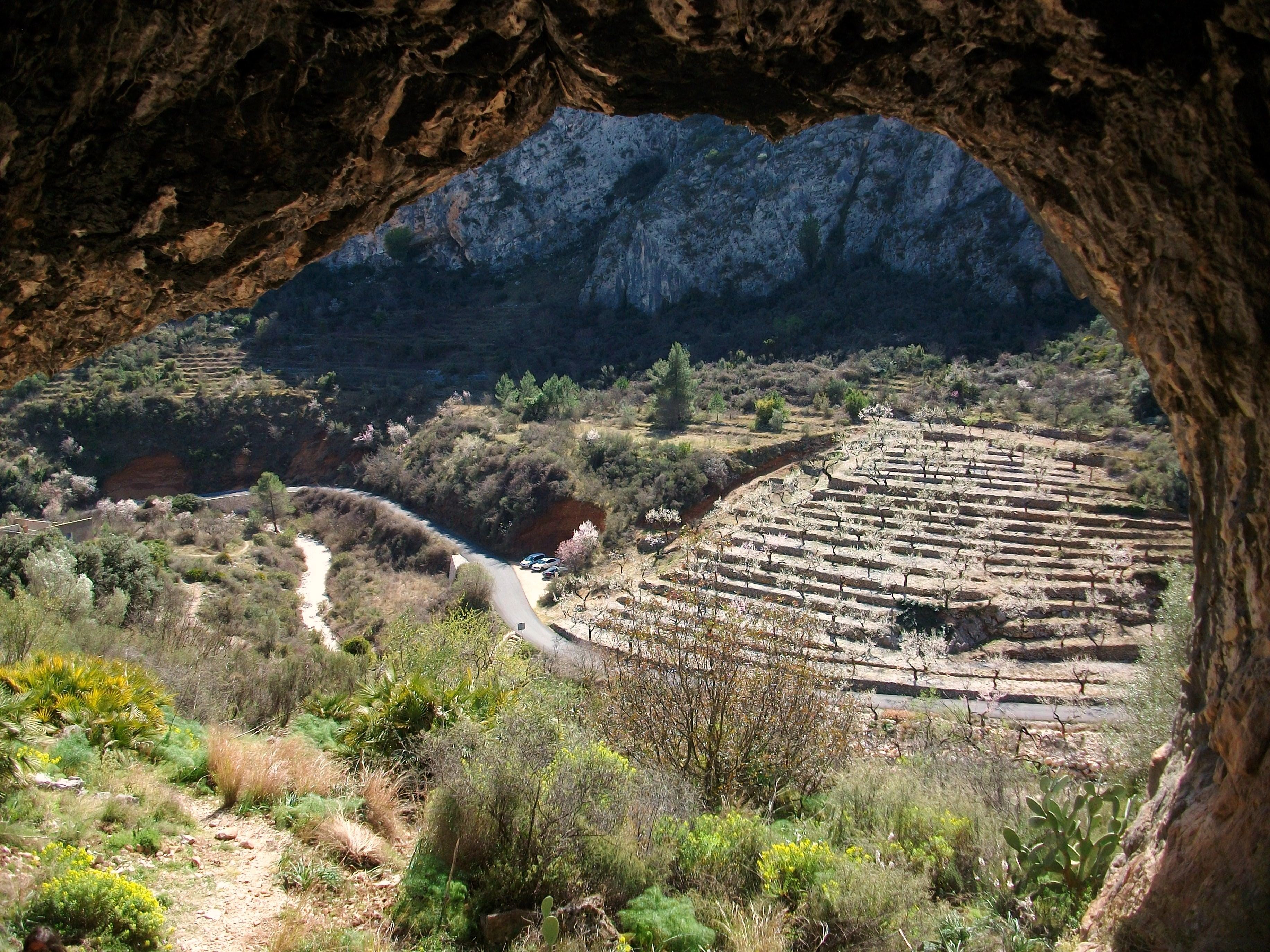
Uitzicht vanuit een grot op een typische setting in een smalle vallei.

Er zijn geen schilderingen van landschappen gevonden en vegetatie werd zelden afgebeeld. Een interessante uitzondering vormt de afbeelding van paddenstoelen (mogelijk Psilocybe hispanica) in Selva Pascuala.
Dieren, in groepen of alleenstaand, werden veelvuldig afgebeeld, met name grote zoogdieren waar op gejaagd werd of die gedomesticeerd waren (hoewel dit toen mogelijk nog niet het geval was). Vogels en vissen, zelfs in de buurt van de kust, werden zelden geschilderd. Dit gold ook voor insecten, met uitzondering van een enkele spin of enige bijen bij schilderingen over het oogsten van honing.
Een aantal van de afgebeelde dieren lijken op nog bestaande soorten en de frequentie waarin bepaalde soorten worden afgebeeld is gebruikt als een hulpmiddel in het dateringsproces. De schilderingen van een aantal dieren zijn door sommige auteurs geïnterpreteerd als afbeeldingen van uit de ijstijd stammende exotische diersoorten die nu uitgestorven zijn in Europa; hierover bestaat echter geen consensus. Sommige afbeeldingen van dieren lijken te zijn overgeschilderd met het doel de afgebeelde diersoort te veranderen, hetgeen mogelijk een reflectie vormt van veranderingen in de aanwezige fauna.
De belangrijkste afgebeelde diersoorten zijn geiten (het meest afgebeeld), herten, zwijnen, runderen, en soms ook honden.
De betekenis van de schilderingen kan gerelateerd zijn aan religie of aan "jachtmagie", hoewel het eveneens mogelijk is ze te zien als de celebratie van een levenswijze, met inbegrip van afbeeldingen van ceremonies met een religieus karakter.

## Vindplaatsen

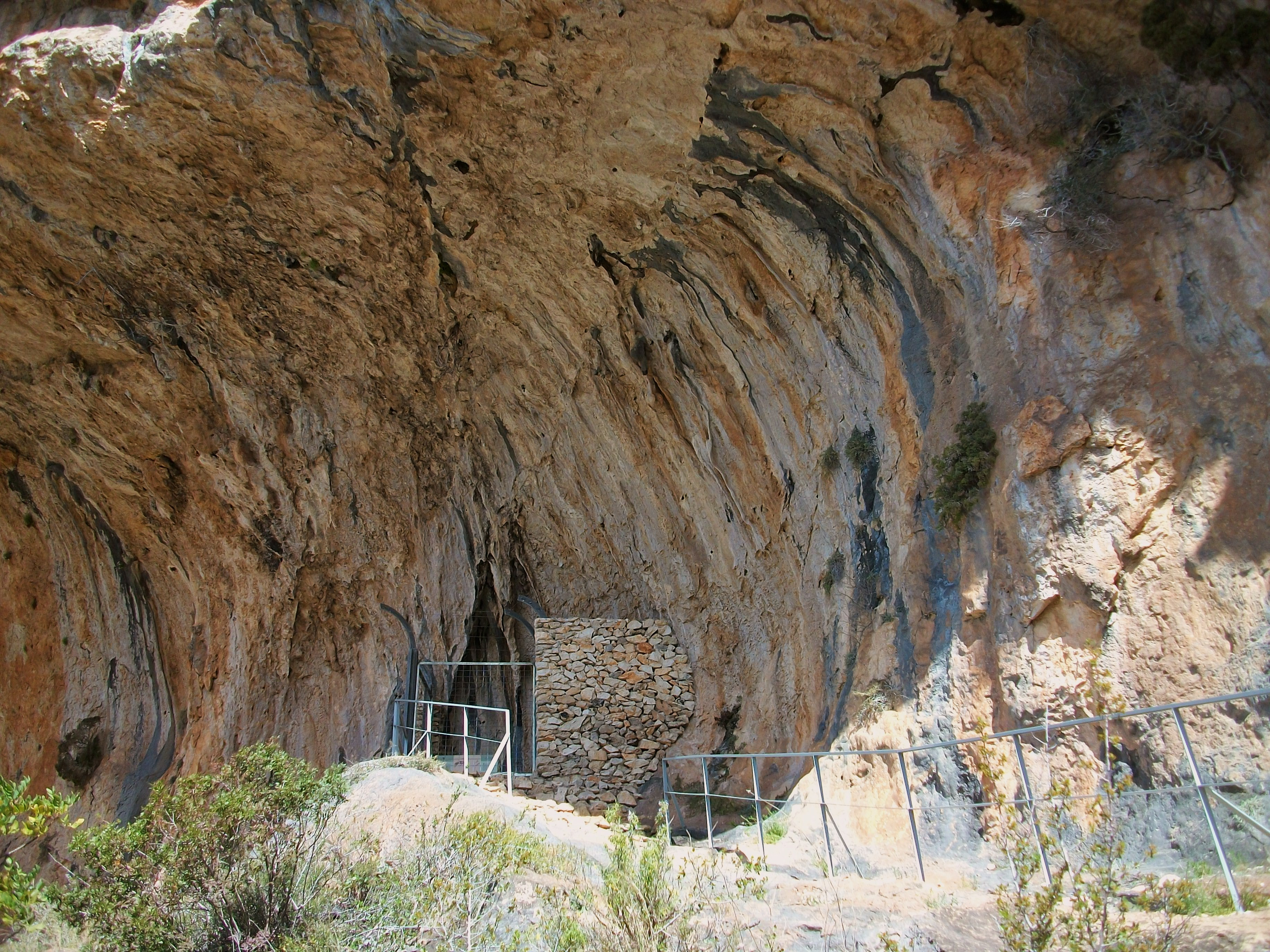
Een typisch voorbeeld van een vindplaats.

Het werelderfgoed omvat rotskunst in een gebied dat zich uitstrekt van de Pyreneeën tot de provincie Granada, en valt binnen de grenzen van de autonome gemeenschappen Catalonië, Aragón, Castilië-La Mancha, Murcia, Valencia en Andalusië. In 1985 werd het erkend als Bien de Interés Cultural door de Spaanse overheid.
De rotsschilderingen worden gewoonlijk aangetroffen in abri's (beschutte ruimtes onder een overhangende rots) en in ondiepe grotten waar het daglicht makkelijk kan doordringen. Er lijkt geen duidelijke voorkeur te zijn voor welk deel van de abri wordt gebruikt voor de schilderingen; soms worden deze halverwege en soms hogerop de rotswand gevonden. Deze abri's en grotten werden niet gebruikt voor bewoning, en er zijn geen sporen aangetroffen van haardvuur of organisch materiaal van vuilnisbelten die van nut zouden kunnen zijn bij de datering. Veel van de vindplaatsen zijn veelvuldig beschilderd, vaak met elkaar overlappende figuren, terwijl andere nabij gelegen en ogenschijnlijk geschikte locaties in het geheel niet zijn beschilderd. De abri's en grotten bevinden zich veelal in ravijnen in steile valleien die van weinig nut zouden zijn geweest voor landbouwactiviteiten, maar mogelijk wel zeer geschikt waren voor de jacht of het over de klif drijven van wilde dieren.
Alhambra, Generalife en Albaicín, Granada ·
Kathedraal van Burgos ·
Historisch centrum van Córdoba ·
Klooster en plaats van het Escorial, Madrid ·
Werken van Gaudí ·
Grot van Altamira en de paleolithische grotkunst van Noord-Spanje ·
Monumenten van Oviedo en het koninkrijk Asturië ·
Oude stad Ávila met de Kerken-buiten-de-Muren ·
Oude stad Segovia en aquaduct ·
Santiago de Compostella (oude stad) ·
Nationaal park Garajonay ·
Historische stad Toledo ·
Mudéjararchitectuur van Aragón ·
Oude stad Cáceres ·
Kathedraal, Alcázar en Archivo General de Indias in Sevilla ·
Oude stad Salamanca ·
Klooster van Poblet ·
Archeologisch ensemble van Mérida ·
Pelgrimsroute naar Santiago de Compostella ·
Koninklijk klooster van Santa Maria de Guadalupe ·
Nationaal park Doñana ·
Historische ommuurde stad Cuenca ·
La Lonja de la Seda van Valencia ·
Las Médulas ·
Palau de la Música Catalana en Hospital de Sant Pau, Barcelona ·
Monte Perdido ·
Kloosters van San Millán Yuso en Suso ·
Prehistorische rotskunst in de Coa Vallei en de Siega Verde ·
Rotskunst van het Middellandse Zeebekken op het Iberisch Schiereiland ·
Universiteit en historische parochie van Alcalá de Henares ·
Ibiza, biodiversiteit en cultuur ·
San Cristóbal de La Laguna ·
Archeologisch ensemble van Tarraco ·
Archeologisch Atapuerca ·
Catalaanse romaanse kerken van de Vall de Boí ·
Palmeral van Elche ·
Romeinse muur van Lugo ·
Cultuurlandschap van Aranjuez ·
Monumentale renaissance-ensembles van Úbeda en Baeza ·
Vizcayabrug ·
Oude en voorhistorische beukenbossen van de Karpaten en andere regio's van Europa ·
Nationaal park El Teide ·
Herculestoren ·
Cultuurlandschap van de Serra de Tramuntana ·
Erfgoed van kwik. Almadén en Idrija ·
Dolmens van Antequera ·
Kalifaatstad Medina Azahara ·
Cultuurlandschap van de Risco Caído en de heilige bergen van Gran Canaria  ·
Paseo del Prado en Parque del Buen Retiro, een landschap van kunst en wetenschap